# Charles Bedaux
Charles Eugène Bedaux (Charenton-le-Pont, 10 ottobre 1886 – Miami, 18 febbraio 1944) è stato un imprenditore e avventuriero francese.

## Biografia

### Gli inizi
Figlio di un impiegato delle ferrovie e di una sarta a domicilio e terzo di cinque fratelli, Charles Bedaux si fece espellere dal liceo nel 1905 per assenteismo e cattiva condotta. L'anno seguente si imbarcò per gli Stati Uniti, dove esercitò all'inizio, principalmente a New York, diversi piccoli mestieri. Nel 1907 acquisì la cittadinanza americana e si fece assumere alla Mallinckrodt Chemical Works (una fabbrica di prodotti chimici) a Saint Louis. Qui gettò le basi della sua "organizzazione scientifica del lavoro", importata anche in Italia come Sistema Bedaux.

### Le prime società Bedaux
Si sposò nel 1908 con Blanche di Kressier Allen, dalla quale ebbe un figlio nel 1909. Effettuò, per necessità professionale, diversi soggiorni in Francia, dove nel 1913 mise le sue qualità di organizzatore del lavoro al servizio dell'azienda metalmeccanica De Dietrich (automobili, materiale ferroviario, macchinari industriali ecc.).
All'inizio della prima guerra mondiale creò un gruppo di volontari americani che combatterono a fianco della Legione Straniera. Riformato per motivi di salute alla fine del 1914, fu sospettato di spionaggio al servizio dei tedeschi

. Poco dopo tornò negli Stati Uniti, dove fondò la prima società Bedaux. Il successo dei suoi metodi di organizzazione del lavoro gli permise di fondare diverse altre società a New York, Chicago e San Francisco. Nel 1917 la moglie chiese e ottenne il divorzio.

### Il successo
Nel luglio dello stesso anno Bedaux si risposò con Fern Lombard, incontrata in occasione di una conferenza alla chiesa della Scienza Cristiana, di cui la giovane era una seguace. L'anno successivo pubblicò The Bedaux efficiency course for industrial application, che lo rese ricco, famoso e riconosciuto negli ambienti industriali americani, poi, a partire dal 1920, cominciò ad intervenire sempre più spesso in Europa - anche la Fiat adottò il «sistema Bedaux» nel 1927. Nello stesso anno Bedaux acquistò il castello di Candé  a Monts, ristrutturandolo completamente.
Negli anni '30, Bedaux fondò società in Svezia, India e Sudafrica, mentre i suoi principi furono applicati nei bacini minerari africani. Porta il suo nome, in Francia, un'unità non ufficiale di misura dello sforzo umano («unità Bedaux» o «Bedaux»).
Nello stesso periodo, ls coppia Bedaux organizzò numerose spedizioni geografiche alle quali partecipò quasi sempre: traversata dell'Africa dal dicembre 1929 all'aprile 1930, raid nel nordovest del Canada a bordo di semicingolati Citroën-Kégresse nel 1934 - questa "Crociera bianca" (quarto raid automobilistico patrocinato da André Citroën) fu un semi-fallimento a causa di condizioni climatiche estreme, pioggia, colate di fango, tempeste di neve; i viaggiatori tornano a cavallo e in treno, lasciando sul posto alcuni veicoli. Altre spedizioni ebbero luogo in Cina, Tibet, Giappone, Madagascar e Tahiti, dal 1929 al 1935

### Verso la guerra
Nel 1934, gli uffici di Bedaux in Germania furono sequestrati dai nazisti. Grazie alle relazioni da lui sviluppate con i dignitari del Reich, la sua società poté riprendere l'attività nel 1937, ma egli dovette abbandonarne la direzione.
Il 3 giugno 1937 al castello di Candé fu celebrato il matrimonio tra Edoardo VIII (ormai soltanto duca di Windsor) e Wallis Simpson. Con l'occasione, Bedaux organizzò per i suoi ospiti un viaggio in Germania durante il quale fece da intermediario agli incontri del duca con Robert Ley, Rudolf Hess, Hermann Göring e lo stesso Adolf Hitler. Il successivo viaggio negli Stati Uniti di Bedaux fu però annullato in seguito allo scandalo sollevato dal primo, e l'industriale europeo dovette cedere, sotto pressione, la sua società americana al suo socio americano.

### Bedaux nella seconda guerra mondiale. La fine
Grazie alle sue relazioni e alla sua esperienza negli affari, all'inizio del 1939 Bedaux fu incaricato dal governo francese di alcune missioni, in particolare dal ministro degli Armamenti Raoul Dautry. Simpatizzante del nazismo e vicino a Otto Abetz, ambasciatore del Reich in Francia, non smise di fare affari, ma nel settembre 1939 affittò anche una parte del castello di Candé, per una somma simbolica, all'ambasciata americana perché potesse ritirarsi in una zona non occupata. Supervisionò i lavori di ricostruzione di Tours, bombardata nel 1940.
Nel 1942 il castello di Candé fu sequestrato dai tedeschi, ma sotto l'occupazione Bedaux sviluppò ugualmente relazioni d'affari con l'occupante e divenne consigliere tecnico del governo di Vichy.
In agosto fu incaricato di una missione governativa per studiare il miglioramento della produzione di olio di arachidi in Africa occidentale e il suo trasporto nella metropoli (progettò allo scopo la costruzione di un oleodotto transahariano di 3.200 km attraverso il Sahara, da Dakar a Orano). In settembre fu arrestato e internato nel campo di Compiègne come cittadino americano, ma fu rapidamente rilasciato per intervento tedesco.

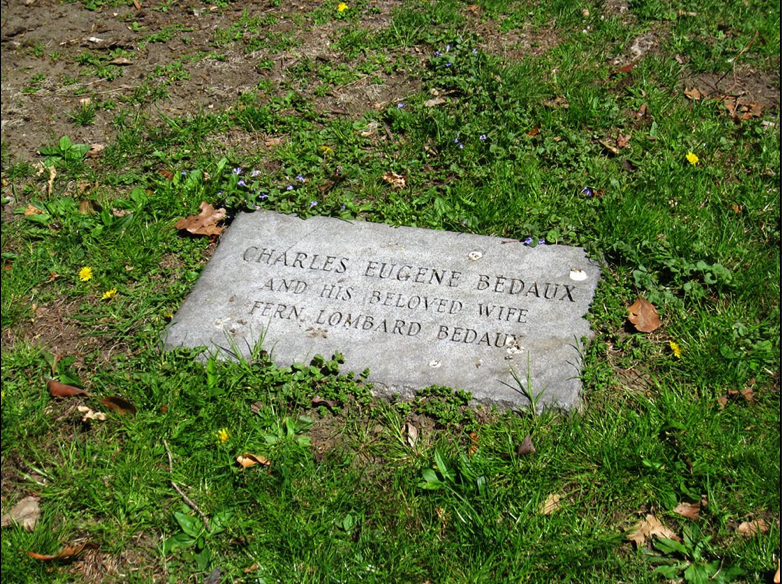
Charles Eugene Bedaux and his beloved wife Fern Lombard Bedaux

Nel dicembre 1942 si trovava in Algeria con suo figlio per mettere a punto il suo progetto di oleodotto. Il 5 dicembre fu arrestato dalle autorità francesi e consegnato alle forze americane. Bedaux era in relazione con Robert Murphy, incaricato d'affari presso l'ambasciata americana a Vichy, che sul posto aveva organizzato lo sbarco alleato in Nord Africa (operazione Torch); l'americano intervenne per farlo rilasciare, ma poi Bedaux, sospettato di spionaggio a favore dei nazisti, fu nuovamente arrestato con suo figlio su richiesta delle autorità americane il 2 gennaio 1944 e consegnato alla polizia militare americana. Il figlio fu presto rilasciato e si arruolò nell'esercito americano, ma il padre fu trasferito negli Stati Uniti nel carcere militare di Miami con l'accusa di tradimento.
Il 14 febbraio 1944 Bedaux fu trovato nella sua cella, in coma. Accanto a lui una lettera accreditava la tesi di un suicidio per assorbimento massiccio di fenobarbital.
Morì il 18 febbraio 1944 senza aver ripreso conoscenza. Si disse che Bedaux avrebbe così voluto proteggere dalle conseguenze di un processo sua moglie e la sua famiglia ancora in Francia, ma di cui era rimasto senza notizie per diversi mesi. Tuttavia, non essendo stata avviata alcuna indagine dopo la sua morte, i motivi del suicidio rimangono sconosciuti, e possono anche sussistere dubbi sulle cause reali della sua morte.
Fu sepolto nel Cimitero di Mount Auburn a Cambridge (Massachusetts). Una cima delle Montagne Rocciose, il Monte Bedaux e un passaggio sul fiume Muskwa (a nord della provincia canadese della Columbia Britannica), ricordano la Crociera Bianca che aveva organizzato.